# Heteronemia amazonica
Heteronemia amazonica är en insektsart som först beskrevs av Frederick Bates 1865.
Heteronemia amazonica ingår i släktet Heteronemia och familjen Heteronemiidae. Inga underarter finns listade i Catalogue of Life.